# The Time (Dirty Bit)
The Time (Dirty Bit) je píseň americké elektropopové skupiny The Black Eyed Peas. Píseň pochází z jehich šestého studiového alba The Beginning. Produkce se ujali producenti will.i.am a DJ Ammo.

## Hitparáda
| Země           | Umístění |
| -------------- | -------- |
| Austrálie      | 1        |
| Kanada         | 1        |
| USA            | 4        |
| Velká Británie | 1        |
| Česko          | 1        |
| Slovensko      | 1        |
| Německo        | 1        |

| "Only Girl (In the World)" od Rihanna | Kanadské #1 hity 22. listopadu 2010   | ' |
| "We R Who We R" od Kesha              | Australské #1 hity 27. listopadu 2010 | ' |